# Болікханх

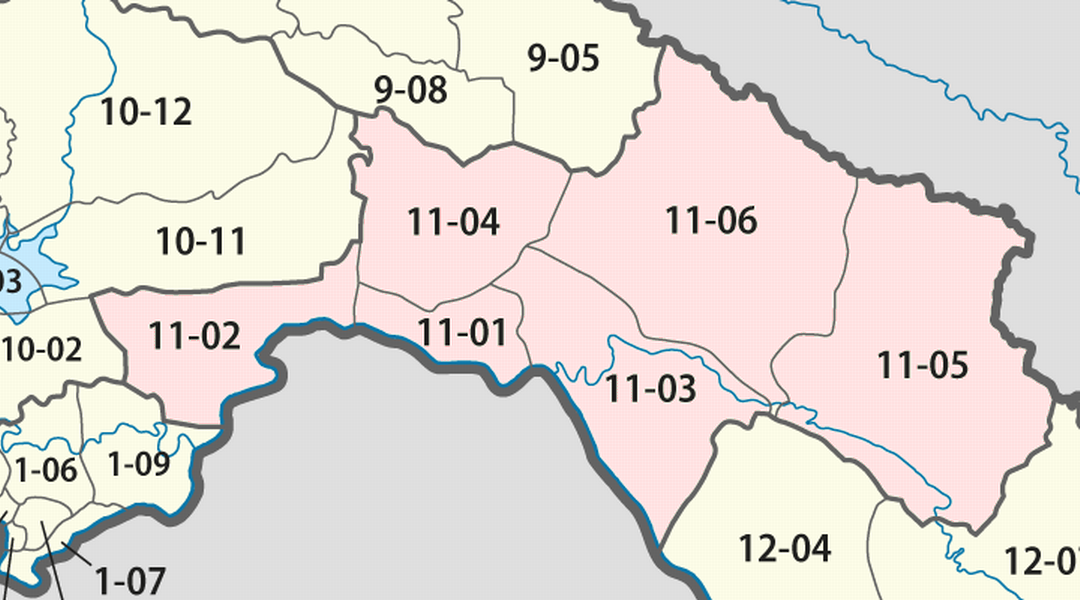
Число 11-04

Болікханх — один з районів (лаос. ເມືອງ муанг) провінції Болікхамсай, Лаос.